# Planá nad Lužnicí
Planá nad Lužnicí är en stad i Tjeckien.   Den ligger i regionen Södra Böhmen, i den centrala delen av landet, 80 km söder om huvudstaden Prag. Planá nad Lužnicí ligger 396 meter över havet och antalet invånare är 3 128.
Terrängen runt Planá nad Lužnicí är huvudsakligen platt. Planá nad Lužnicí ligger nere i en dal. Runt Planá nad Lužnicí är det ganska glesbefolkat, med 28 invånare per kvadratkilometer. Närmaste större samhälle är Tábor, 7,4 km norr om Planá nad Lužnicí. I omgivningarna runt Planá nad Lužnicí växer i huvudsak blandskog.